# لن تتكلم لغتي
لن تتكلم لغتي كتاب لمؤلفه عبد الفتاح كيليطو والصادر عن دار الطليعة للطباعة والنشر بيروت .ويتطرق الكتاب لإشكالية التحدث بلغتين أو أكثر بإتقان متساوٍ، والصراع بين هذه اللغات على السيطرة والهوية الثقافية.

## نبذة
يعيد كيليطو النظر في إشكالات الترجمة وتداعيات الانحطاط الثقافي، ثم يستوضح صعوبات عرض التراث العربي – ولا سيَّما المقامات – أمام القارئ الغربي مقارنةً بالرواية الأوروبية. كما يفحص دور ابن رشد في نقل الفلسفة اليونانية ويبيّن كيف أن الأخطاء الترجمية أسهمت في توجيه مسار الأدب العربي، بالإضافة إلى الإشكالية التي يواجهها نقل الشعر العربي وفقدانه جزءًا كبيرًا من مكانته وجماله عند الانتقال إلى لغات أخرى. وفي إطار أوسع، يستعرض الكتاب التاريخ الطويل للعلاقات بين الثقافة العربية وأوروبا عبر رحلات الرحّالة كابن بطوطة، موضحًا أن هذا التداخل التاريخي أفرز تحديات عميقة للهوية واللغة، ويبرز التوتر الدائم بين التمسّك بالاستقلال اللغوي والانفتاح على الثقافات الأخرى. 

## فهرس
ينقسم الكتاب إلى سبعة فصول رئيسية:
1. في المرآة
2. الترجمان
3. وهم
4. بين الحركة والسكون
5. التصاوير
6. المنزلة بين المنزلتين
7. لا تتكلم لغتي.. ولن تتكلمها
8. خاتمة

## اللغة والهوية الثقافية: تداخل واغتراب
يطرح كيليطو أسئلة جوهرية حول إمكانية إتقان لغتين في الوقت نفسه، حدود اللغة الأم، وكيفية استيعاب لغة الآخر. يؤكد أن اللغة ليست مجرد وسيلة تواصل، بل نظام ثقافي يحوي مراجع وهوية. يعرض المؤلف التراث العربي عبر أعمال الجاحظ، ابن رشد، والمنفلوطي، ويقارن الذاكرة الثقافية العربية الممتدة لأكثر من خمسة عشر قرناً، مع الذاكرة الأوروبية التي لا تتجاوز خمسة قرون. يناقش العلاقة بين الترجمة والهوية، مؤكدًا أن الأدب العربي الحديث هو ترجمة ثقافية للأدب الأوروبي، ما يطرح جدلية الحفاظ على الذات الثقافية. وتبرز هنا أهمية مراجعة التقاليد الثقافية القديمة وتأمل دور اللغة في تشكيل وعي الفرد والجماعة، حيث تعتبر اللغة أداة محورية في التعبير عن الذات الثقافية، لكنها قد تتحول أيضاً إلى جسر للتلاقح أو حاجز للاحتكاك.

## تحديات الهوية اللغوية
في عصر العولمة، تتصاعد تحديات الهوية اللغوية، إذ أن التحدث بلغة الآخر يحمل قبولاً لرؤيته للعالم، لكنه قد يولد صراعات داخلية بين الأصالة والتبعية. يقدم كيليطو مثال رحلة ابن بطوطة التي تعكس تجربة الاغتراب الجغرافي والثقافي، ويناقش صراع المثقفين العرب مع ثنائية اللغة وتأثيرها على الهوية. كما يناقش علاقة جاك دريدا مع اللغة الفرنسية، مقابل صراع كيليطو مع العربية، ويؤكد أن اللغة ليست أداة اتصال فحسب، بل ساحة صراع ثقافي للحفاظ على الهوية في زمن التداخل الحضاري. ويوضح أيضاً كيف أن الانفتاح على اللغات الأخرى، رغم ضرورته في التواصل العالمي، لا يجب أن يتم على حساب الانتماء والهوية الذاتية، وإلا تحولت اللغة إلى أداة تهميش للفرد داخل مجتمعه.

## مساهماته في النقد
يشكل كيليطو صوتًا مهمًا في نقد مسألة الهوية واللغة في العالم العربي المعاصر، مع التركيز على أهمية التفاعل بين الثقافات مع الحفاظ على الخصوصية. يدعو إلى إعادة النظر في الترجمة وثنائية اللغة، بعيدًا عن الأحكام المسبقة، ويسلط الضوء على الصراع بين الأصالة والتحديث الثقافي. تُظهر كتاباته تداخلًا غنيًا بين الفلسفة، الأدب، واللغويات، مما جعله من أبرز المفكرين الذين يناقشون آفاق الهوية في ظل العولمة. ومن خلال تحليلاته، يبرز كيليطو أهمية الحوار الثقافي المتوازن، الذي يسمح بتلاقح الحضارات من دون إلغاء أي منها، باعتبار أن كل لغة تحمل إرثًا إنسانيًا لا يمكن الاستغناء عنه.

## السياق البحثي والمنهجي
تنطلق المقاربة من عنوانٍ استفزازي يقود القارئ للتساؤل عن المخاطب والمتكلم واللغة المنفية، ما ينم عن "مقاربة مخاتلة" لا تتبع التسلسل التقليدي، بل قراءة معكوسة تبدأ من الفصل الأخير لتفكيك فخ التضليل النصي.